# Virgini Flavus
Virgini Flavus (llatí: Verginius Flavus) va ser un retòric romà que va viure al segle i. Formava part de la branca plebea de la gens Virgínia.
Va ser un dels preceptors de Persi el poeta.